# Zeriassa wabonica
Zeriassa wabonica är en spindeldjursart som beskrevs av Pocock 1897. Zeriassa wabonica ingår i släktet Zeriassa och familjen Solpugidae. Inga underarter finns listade i Catalogue of Life.